# Bukkene bruse
Bukkene Bruse est un groupe norvégien de musique traditionnelle et folklorique.

## Histoire
Le groupe est composé d'Annbjørg Lien, éminente joueuse de violon Hardanger et de nyckelharpa (violon à touches), d'Arve Moen Bergset, violoniste et chanteur, du flûtiste Steinar Ofsdal et de l'organiste Bjørn Ole Rasch. Le nom du groupe est tiré du conte de fées des Trois Boucs bourrus (norvégien : De tre bukkene Bruse).
Le groupe est formé en 1988 en Norvège et a beaucoup voyagé et joué en Scandinavie et ailleurs. En 1994, ils sont sélectionnés comme musiciens olympiques officiels pour les Jeux olympiques d'hiver de Lillehammer et se produisent lors de la cérémonie de clôture. 

## Membres
- Annbjørg Lien – hardingfele, violon, nyckelharpa
- Arve Moen Bergset – chant, hardingfele, violon
- Steinar Ofsdal – sjøfløyte, willow pipe, flûte irlandaise, dize, guimbarde
- Bjørn Ole Rasch – orgue, clavier

## Discographie
- 1993 : Bukkene Bruse
- 1995 : Åre
- 1998 : Steinstolen
- 2001 : Den fagraste rosa
- 2004 : Spel